# Cedar Point (Karolina Północna)
Cedar Point – miasto w Stanach Zjednoczonych, w stanie Karolina Północna, w hrabstwie Carteret.